# AMD Bulldozer
Bulldozer és una microarquitectura de processadors multinucli dissenyada per la companyia Advanced Micro Devices. Va ser introduïda a l'any 2011 implementant novetats com el multifil en clusters (Clustered Multi Threading, CMT). L'objectiu principal de Bulldozer era millorar el paral·lelisme a nivell de fil de les tècniques de multifil simultani (Simultaneous Multi Threading, SMT) sense deixar de banda el rendiment monofil.

## Arquitectura

### Clustered Multi Threading
A diferència d'una microarquitectura de multifil simultani on tots els recursos del processador són compartits, en un processador CMT cada fil disposa de recursos dedicats com si aquests pertanyessin a nuclis diferents. Els recursos menys utilitzats són compartits com en el cas SMT. Per tant, es permet estalviar transistors donat que amb CMT no s'ha de implementar nuclis complerts.

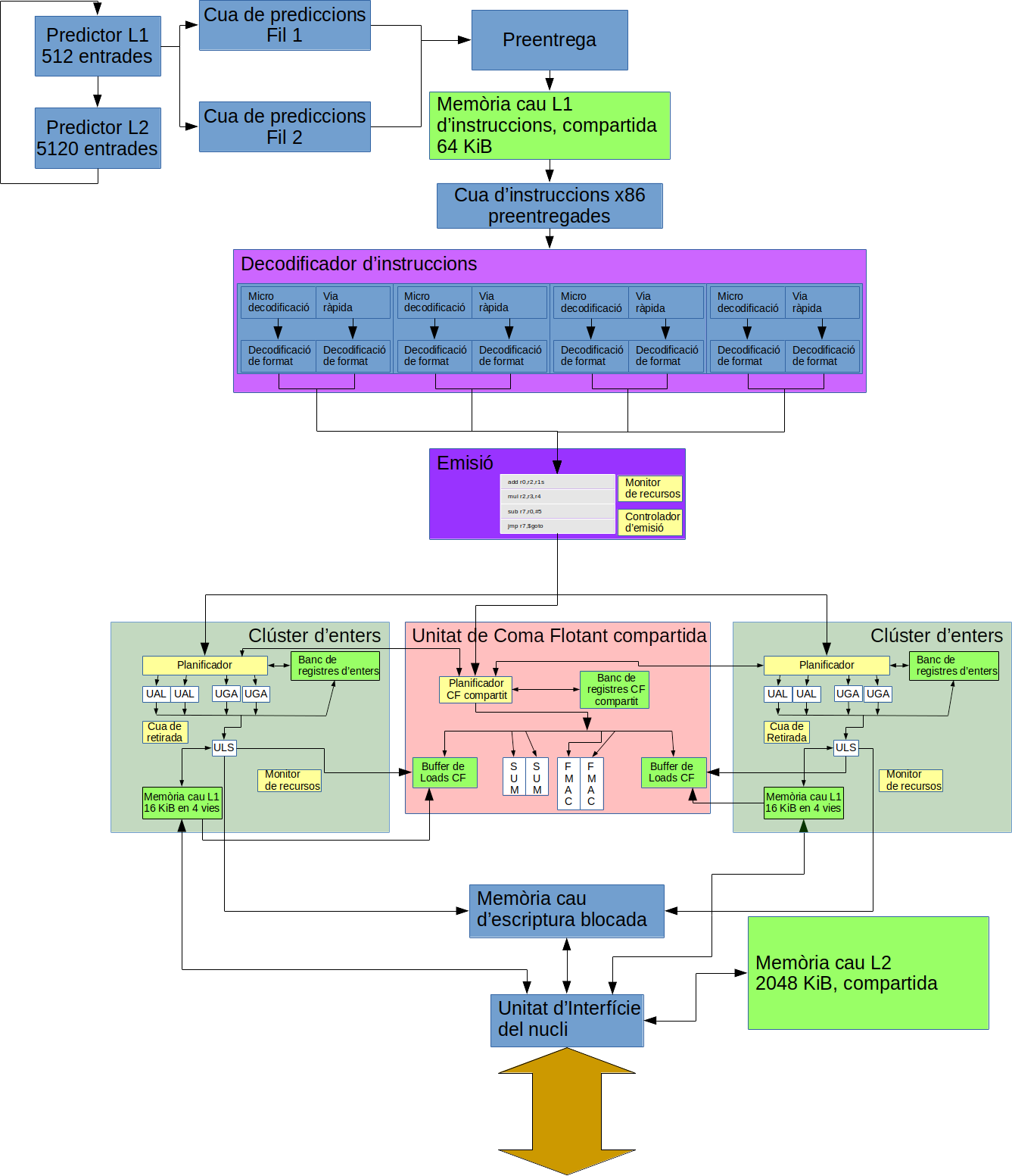
Diagrama de blocs del módul de la microarquitectura Bulldozer. 2 fils es poden executar en parallel en un únic mòdul. Si fan càlculs de coma flotant es comporten com si fos un processador SMT.

Bulldozer fa un ús extensiu d'aquesta tècnica. La microarquitectura està construïda al voltant d'una unitat bàsica, el mòdul. Un mòdul de Bulldozer conté dos clústers d'enters i un de coma flotant. Això permet tenir en execució dos fils executant operacions d'enters al mateix temps com si es tractés de dos nuclis completament separats. El clúster de coma flotant es comparteix com en un nucli multifil simultani tradicional, amb la particularitat de permetre execució simultània de dos fils diferents si les dades són de 128 bits o menys. Altres unitats compartides corresponen als predictors de salts, els buscadors d'instruccions, la memòria cau d'instruccions de nivell u, la memòria cau de nivell dos i la unitat de preentrega d'instruccions (prefetch) que inclou la cua de les instruccions predites. Les unitats compartides canvien de fil amb una granularitat de fins a un cicle.

### Especificacions de l'arquitectura
- Suport al conjunt d'instruccions Intel AVX, SSE4.1, SSE4.2, AES i CLMUL.[1]
- Introducció d'instruccions FMAC amb 4 operands, XOP i F16C.[1][2]